# Calabtun
Een calabtun was in de Mayakalender een periode van 20 pictun.
Dit komt overeen met ongeveer 67.600 jaar (24.674.000 dagen). Omdat het nulpunt van de kalender in 3114 v.Chr. ligt, valt de eerste calabtunwisseling in het jaar 63.517, op 26 april om precies te zijn. De kalender telde nog langere tijdperioden (20 calabtun = 1 kinchiltun = ongeveer 3.154.071 jaar en 20 kinchiltun = 1 alautun = ongeveer 63.081.429 jaar).
- kinchiltun → calabtun → pictun
- Lange telling
- Korte telling